# Scipopus limbativertex
Scipopus limbativertex är en tvåvingeart som beskrevs av Günther Enderlein 1922. Scipopus limbativertex ingår i släktet Scipopus och familjen skridflugor. Inga underarter finns listade i Catalogue of Life.